# Ștefan Bodișteanu
Ștefan Bodișteanu (Chisináu, 1 de febrero de 2003) es un futbolista moldavo, nacionalizado rumano, que juega en la demarcación de centrocampista para el FC Botoșani de la Liga I.

## Selección nacional
Tras jugar en las categorías inferiores de la selección, finalmente hizo su debut con la selección de Moldavia el 22 de marzo de 2025 en un encuentro de clasificación para la Copa Mundial de Fútbol de 2026 contra Noruega que finalizó con un resultado de 0-5 a favor del combinado noruego tras los goles de Julian Ryerson, Erling Haaland, Thelo Aasgaard, Alexander Sørloth y Aron Dønnum.

## Clubes
| Club                          | País    | Año       | Partidos | Goles |
| ----------------------------- | ------- | --------- | -------- | ----- |
| FC Viitorul Constanța         | Rumania | 2020-2021 | 7        | 0     |
| FCV Farul Constanța           | Rumania | 2021-2022 | 3        | 0     |
| CSA Steaua București (cedido) | Rumania | 2022-2023 | 23       | 5     |
| ASC Oțelul Galați (cedido)    | Rumania | 2023-2024 | 41       | 2     |
| FC Botoșani                   | Rumania | 2024-     | 35       | 2     |